# Time-Auswahl der besten 100 Filme von 1923 bis 2005
Die Time-Auswahl der besten 100 Filme von 1923 bis 2005 (Time’s All-Time 100 Movies) ist eine nicht nach Bedeutung geordnete Liste von Filmen, die im Jahr 2005 von den bekannten Filmkritikern Richard Schickel und Richard Corliss zusammengestellt und auf der Internetseite des US-Magazins Time veröffentlicht wurde. Die Zusammenstellung erreichte große Aufmerksamkeit, so wurde die Seite mit der Liste alleine in der ersten Woche rund 7,8 Millionen Mal aufgerufen und es erreichten Tausende von lobenden wie kritischen Zuschriften das Magazin.
Corliss und Schickel erstellten zunächst jeweils selbstständig Listen, die sie dann in einer monatelangen Diskussion zu einer gemeinsamen Liste verarbeiteten. Es konnten nur Filme ab dem Jahr 1923, dem Gründungsjahr des Time-Magazines, aufgenommen werden. Der älteste Film der Liste ist daher Sherlock, jr. (1924), der jüngste Findet Nemo (2003). Für die Liste konnten Filme aller Genres und Länder ausgewählt werden, sodass eine große Diversität und Repräsentativität erreicht werden sollte – wenngleich es laut Corliss mit einer 100 Filme langen Liste schwierig zu erreichen sei, alle Strömungen und Bereiche der Filmgeschichte über einen Zeitraum von 80 Jahren ausreichend zu repräsentieren. So erklärte Corliss, dass man möglicherweise kritisieren könne, dass mit Leni Riefenstahl nur eine Frau als Regisseurin vertreten ist, und auch dass insbesondere die ersten Jahrzehnte von amerikanischen Filmen dominiert seien. Es sind etwas mehr als 100 Filme enthalten, da sich ein paar zusammengehörende Produktionen – wie die ersten beiden „Der Pate“-Filme oder der Filmzyklus Dekalog – einen der 100 Plätze teilen.
Mit Metropolis, Olympia, Aguirre, der Zorn Gottes, Berlin Alexanderplatz und Der Himmel über Berlin sind fünf deutsche Filmproduktionen in der Liste vertreten. Zudem sind Filme der aus Deutschland beziehungsweise Österreich stammenden Regisseure Billy Wilder, Ernst Lubitsch, Friedrich Wilhelm Murnau, William Wyler, Josef von Sternberg und Edgar G. Ulmer enthalten, die diese in Hollywood nach ihrer Auswanderung gedreht hatten.

## Liste
| Originaltitel                                                        | Deutscher Titel                                       | Regisseur                              | Erscheinungsjahr | Erscheinungsland           |
| -------------------------------------------------------------------- | ----------------------------------------------------- | -------------------------------------- | ---------------- | -------------------------- |
| Aguirre, der Zorn Gottes                                             | Aguirre, der Zorn Gottes                              | Werner Herzog                          | 1972             | BRD                        |
| Apu-Trilogie (Filmtrilogie)                                          | Apu-Trilogie                                          | Satyajit Ray                           | 1955–1959        | Indien                     |
| The Awful Truth                                                      | Die schreckliche Wahrheit                             | Leo McCarey                            | 1937             | USA                        |
| Baby Face                                                            | Baby Face                                             | Alfred E. Green                        | 1933             | USA                        |
| Bande à part                                                         | Die Außenseiterbande                                  | Jean-Luc Godard                        | 1964             | Frankreich                 |
| Barry Lyndon                                                         | Barry Lyndon                                          | Stanley Kubrick                        | 1975             | Großbritannien / USA       |
| Bàwáng Bié Jī                                                        | Lebewohl, meine Konkubine                             | Chen Kaige                             | 1993             | China                      |
| Berlin Alexanderplatz (Fernsehfilm)                                  | Berlin Alexanderplatz                                 | Rainer Werner Fassbinder               | 1980             | BRD                        |
| Blade Runner                                                         | Blade Runner                                          | Ridley Scott                           | 1982             | USA                        |
| Bonnie and Clyde                                                     | Bonnie und Clyde                                      | Arthur Penn                            | 1967             | USA                        |
| Brazil                                                               | Brazil                                                | Terry Gilliam                          | 1985             | Großbritannien             |
| Bride of Frankenstein                                                | Frankensteins Braut                                   | James Whale                            | 1935             | USA                        |
| Il buono, il brutto, il cattivo                                      | Zwei glorreiche Halunken                              | Sergio Leone                           | 1966             | Italien                    |
| Camille                                                              | Die Kameliendame                                      | George Cukor                           | 1936             | USA                        |
| Casablanca                                                           | Casablanca                                            | Michael Curtiz                         | 1942             | USA                        |
| C’era una volta il West                                              | Spiel mir das Lied vom Tod                            | Sergio Leone                           | 1968             | Italien, USA               |
| Charade                                                              | Charade                                               | Stanley Donen                          | 1963             | USA                        |
| Le charme discret de la bourgeoisie                                  | Der diskrete Charme der Bourgeoisie                   | Luis Buñuel                            | 1972             | Frankreich, Spanien        |
| Chinatown                                                            | Chinatown                                             | Roman Polański                         | 1974             | USA                        |
| Cunghìng Sam lam                                                     | Chungking Express                                     | Wong Kar-Wai                           | 1994             | Hongkong, China            |
| Citizen Kane                                                         | Citizen Kane                                          | Orson Welles                           | 1941             | USA                        |
| City Lights                                                          | Lichter der Großstadt                                 | Charlie Chaplin                        | 1931             | USA                        |
| Cidade de Deus                                                       | City of God                                           | Fernando Meirelles, Kátia Lund         | 2002             | Brasilien, Frankreich, USA |
| Le Crime de Monsieur Lange                                           | Das Verbrechen des Herrn Lange                        | Jean Renoir                            | 1936             | Frankreich                 |
| The Crowd                                                            | Ein Mensch der Masse                                  | King Vidor                             | 1927             | USA                        |
| La Nuit américaine                                                   | Die amerikanische Nacht                               | François Truffaut                      | 1973             | Frankreich                 |
| Dekalog (zehnteilige Fernsehfilmreihe)                               | Dekalog                                               | Krzysztof Kieślowski                   | 1988–1990        | Polen                      |
| Detour                                                               | Umleitung                                             | Edgar G. Ulmer                         | 1945             | USA                        |
| Dodsworth                                                            | Zeit der Liebe, Zeit des Abschieds                    | William Wyler                          | 1936             | USA                        |
| Double Indemnity                                                     | Frau ohne Gewissen                                    | Billy Wilder                           | 1944             | USA                        |
| Dr. Strangelove: or How I Learned to Stop Worrying and Love the Bomb | Dr. Seltsam oder: Wie ich lernte, die Bombe zu lieben | Stanley Kubrick                        | 1964             | Großbritannien, USA        |
| Les enfants du paradis                                               | Kinder des Olymp                                      | Marcel Carné                           | 1945             | Frankreich                 |
| E.T. The Extra Terrestrial                                           | E.T. – Der Außerirdische                              | Steven Spielberg                       | 1982             | USA                        |
| Finding Nemo                                                         | Findet Nemo                                           | Andrew Stanton, Lee Unkrich            | 2003             | USA                        |
| The Fly                                                              | Die Fliege                                            | David Cronenberg                       | 1986             | Kanada, USA                |
| The Godfather, Parts I and II                                        | Der Pate und Der Pate – Teil II                       | Francis Ford Coppola                   | 1972, 1974       | USA                        |
| Goodfellas                                                           | GoodFellas – Drei Jahrzehnte in der Mafia             | Martin Scorsese                        | 1990             | USA                        |
| Hable con ella                                                       | Sprich mit ihr                                        | Pedro Almodóvar                        | 2002             | Spanien                    |
| A Hard Day’s Night                                                   | Yeah! Yeah! Yeah!                                     | Richard Lester                         | 1964             | Großbritannien             |
| His Girl Friday                                                      | Sein Mädchen für besondere Fälle                      | Howard Hawks                           | 1940             | USA                        |
| Hsia-nǚ                                                              | Ein Hauch von Zen                                     | King Hu                                | 1971             | Taiwan                     |
| Ikiru                                                                | Einmal wirklich leben                                 | Akira Kurosawa                         | 1952             | Japan                      |
| In A Lonely Place                                                    | Ein einsamer Ort                                      | Nicholas Ray                           | 1950             | USA                        |
| Invasion of the Body Snatchers                                       | Die Dämonischen                                       | Don Siegel                             | 1956             | USA                        |
| It’s A Gift                                                          | Das ist geschenkt                                     | Norman Z. McLeod                       | 1934             | USA                        |
| It’s a Wonderful Life                                                | Ist das Leben nicht schön?                            | Frank Capra                            | 1946             | USA                        |
| Jui Kuen II                                                          | Drunken Master                                        | Liu Chia Liang, Jackie Chan            | 1994             | Hongkong                   |
| Kind Hearts and Coronets                                             | Adel verpflichtet                                     | Robert Hamer                           | 1949             | Großbritannien             |
| King Kong                                                            | King Kong und die weiße Frau                          | Merian C. Cooper, Ernest B. Schoedsack | 1933             | USA                        |
| The Lady Eve                                                         | Die Falschspielerin                                   | Preston Sturges                        | 1941             | USA                        |
| The Last Command                                                     | Sein letzter Befehl                                   | Josef von Sternberg                    | 1928             | USA                        |
| Lawrence of Arabia                                                   | Lawrence von Arabien                                  | David Lean                             | 1962             | Großbritannien             |
| Léolo                                                                | Léolo                                                 | Jean-Claude Lauzon                     | 1992             | Frankreich, Kanada         |
| Lord of the Rings (Filmtrilogie)                                     | Der Herr der Ringe                                    | Peter Jackson                          | 2001–2003        | USA, Neuseeland            |
| The Manchurian Candidate                                             | Botschafter der Angst                                 | John Frankenheimer                     | 1962             | USA                        |
| Meet Me in St. Louis                                                 | Meet Me in St. Louis                                  | Vincente Minnelli                      | 1944             | USA                        |
| Metropolis                                                           | Metropolis                                            | Fritz Lang                             | 1927             | Deutschland                |
| Miller’s Crossing                                                    | Miller’s Crossing                                     | Ethan und Joel Coen                    | 1990             | USA                        |
| Mon oncle d’Amérique                                                 | Mein Onkel aus Amerika                                | Alain Resnais                          | 1980             | Frankreich                 |
| Mouchette                                                            | Mouchette                                             | Robert Bresson                         | 1966             | Frankreich                 |
| Nayakan                                                              | Nayakan                                               | Mani Ratnam                            | 1987             | Indien                     |
| Ninotchka                                                            | Ninotschka                                            | Ernst Lubitsch                         | 1939             | USA                        |
| Notorious                                                            | Berüchtigt                                            | Alfred Hitchcock                       | 1946             | USA                        |
| Olympia (zweiteiliger Film)                                          | Olympia                                               | Leni Riefenstahl                       | 1938             | Deutschland                |
| On the Waterfront                                                    | Die Faust im Nacken                                   | Elia Kazan                             | 1954             | USA                        |
| Ostře sledované vlaky                                                | Liebe nach Fahrplan                                   | Jiří Menzel                            | 1966             | Tschechoslowakei           |
| 8½ (Otto e mezzo)                                                    | Achteinhalb                                           | Federico Fellini                       | 1963             | Italien                    |
| Out of the Past                                                      | Goldenes Gift                                         | Jacques Tourneur                       | 1947             | USA                        |
| Persona                                                              | Persona                                               | Ingmar Bergman                         | 1966             | Schweden                   |
| Pinocchio                                                            | Pinocchio                                             | Hamilton Luske, Ben Sharpsteen         | 1940             | USA                        |
| Psycho                                                               | Psycho                                                | Alfred Hitchcock                       | 1960             | USA                        |
| Pulp Fiction                                                         | Pulp Fiction                                          | Quentin Tarantino                      | 1994             | USA                        |
| The Purple Rose of Cairo                                             | The Purple Rose of Cairo                              | Woody Allen                            | 1985             | USA                        |
| Pyaasa                                                               | Pyaasa                                                | Guru Dutt                              | 1957             | Indien                     |
| Les Quatre Cents Coups                                               | Sie küßten und sie schlugen ihn                       | François Truffaut                      | 1959             | Frankreich                 |
| Raging Bull                                                          | Wie ein wilder Stier                                  | Martin Scorsese                        | 1980             | USA                        |
| Safar-e Ghandehar                                                    | Reise nach Kandahar                                   | Mohsen Makhmalbaf                      | 2001             | Iran, Frankreich           |
| Schindler’s List                                                     | Schindlers Liste                                      | Steven Spielberg                       | 1993             | USA                        |
| The Searchers                                                        | Der Schwarze Falke                                    | John Ford                              | 1956             | USA                        |
| Sherlock, Jr.                                                        | Sherlock, jr.                                         | Buster Keaton                          | 1924             | USA                        |
| The Shop Around the Corner                                           | Rendezvous nach Ladenschluß                           | Ernst Lubitsch                         | 1940             | USA                        |
| Singin’ in the Rain                                                  | Du sollst mein Glücksstern sein                       | Stanley Donen, Gene Kelly              | 1952             | USA                        |
| The Singing Detective (Fernseh-Miniserie)                            | Der singende Detektiv                                 | Jon Amiel                              | 1986             | Großbritannien             |
| Some Like It Hot                                                     | Manche mögen’s heiß                                   | Billy Wilder                           | 1959             | USA                        |
| Sommarnattens leende                                                 | Das Lächeln einer Sommernacht                         | Ingmar Bergman                         | 1955             | Schweden                   |
| Star Wars                                                            | Krieg der Sterne                                      | George Lucas                           | 1977             | USA                        |
| A Streetcar Named Desire                                             | Endstation Sehnsucht                                  | Elia Kazan                             | 1951             | USA                        |
| Sunrise: A Song of Two Humans                                        | Sonnenaufgang – Lied von zwei Menschen                | Friedrich Wilhelm Murnau               | 1927             | USA                        |
| Sweet Smell of Success                                               | Dein Schicksal in meiner Hand                         | Alexander Mackendrick                  | 1957             | USA                        |
| Swing Time                                                           | Swing Time                                            | George Stevens                         | 1936             | USA                        |
| Taxi Driver                                                          | Taxi Driver                                           | Martin Scorsese                        | 1976             | USA                        |
| Tōkyō monogatari                                                     | Die Reise nach Tokyo                                  | Ozu Yasujirō                           | 1953             | Japan                      |
| Tschelowek s kinoapparatom                                           | Der Mann mit der Kamera                               | Dsiga Wertow                           | 1929             | Sowjetunion                |
| Ugetsu monogatari                                                    | Ugetsu – Erzählungen unter dem Regenmond              | Mizoguchi Kenji                        | 1953             | Japan                      |
| Umberto D.                                                           | Umberto D.                                            | Vittorio De Sica                       | 1952             | Italien                    |
| Unforgiven                                                           | Erbarmungslos                                         | Clint Eastwood                         | 1992             | USA                        |
| To Vlemma tou Odyssea                                                | Der Blick des Odysseus                                | Theo Angelopoulos                      | 1995             | Griechenland               |
| White Heat                                                           | Sprung in den Tod                                     | Raoul Walsh                            | 1949             | USA                        |
| Der Himmel über Berlin                                               | Der Himmel über Berlin                                | Wim Wenders                            | 1987             | BRD                        |
| Yōjimbō                                                              | Yojimbo – Der Leibwächter                             | Akira Kurosawa                         | 1961             | Japan                      |